# Kahle Schmücke bei Heldrungen
Das Naturschutzgebiet Kahle Schmücke bei Heldrungen liegt auf dem Gebiet der Stadt und Landgemeinde An der Schmücke im Kyffhäuserkreis in Thüringen. Es erstreckt sich südlich von Heldrungen, einem Ortsteil der Stadt und Landgemeinde An der Schmücke, westlich und östlich der A 71. Westlich verläuft die B 85 und fließt die Unstrut, nördlich verläuft die B 86.

## Bedeutung
Das 550,9 ha große Gebiet mit der NSG-Nr. 387 wurde im Jahr 2013 unter Naturschutz gestellt.